# Hurtigløb på skøjter
Hurtigløb på skøjter er en idrætsgren, hvor konkurrenterne prøver at løbe over isen så hurtigt som muligt på skøjter. Betegnelsen bruges særligt om den gren af skøjtesporten, hvor løberne starter parvis i delte baner og placeres efter tid (og eventuelt sammenlagt pointsum efter fire løb).
Andre former for skøjteløb, hvor løberne starter samtidig, og rækkefølgen over målstregen er afgørende, er marathon og kortbaneløb (short track). Hurtigløb, marathon og amerikansk "pack style" (fællesstartløb på kortere distancer) foregår normalt på 400-meter-bane, mens kortbaneløb løbes på ishockeybaner.
Hurtigløb på skøjter indgår i de olympiske vinterlege. Der konkurreres i 500, 1.000, 1.500, 5.000 og 10.000 meter for mænd. Kvinder dyster på distancerne 500, 1.000, 1.500, 3.000 og 5.000 meter. De traditionelle mesterskaber (siden 1880'erne for mænd, 1930'erne for kvinder) er samlede konkurrencer over fire distancer. Siden mellemkrigstiden placeres løberne efter tidspoint ud fra gennemsnitstid pr. 500 meter for hver distance. På samme måde som i samlede konkurrencer placeres løberne på adelskalenderen på skøjter, hvor tidspoint beregnes på grundlag af personlige rekorder.
Det eneste sted i Danmark, hvor der dyrkes hurtigløb på skøjter, er Genforeningspladsen i København.

## Skøjteløbere

### Danske
- Ejnar Sørensen.
- Allan Heilmann.
- Kurt Stille.
- Cathrine Grage.
- Oliver Sundberg.
- Sara Bak.
- Elena Rigas.
- Stefan Due Schmidt
- Viktor Hald Thorup

### Udenlandske
- Ard Schenk.
- Bart Veldkamp.
- Dan Jansen.
- Eric Heiden.
- Hjalmar Andersen.
- Ivar Ballangrud.
- Johann Olav Koss.
- Kees Verkerk.
- Knut Johannessen.
- Nikolaj Guljajev.
- Oscar Mathiesen.
- Sven Kramer.
- Wilf O'Reilly.

- Catriona Le May Doan.